# 波方站
波方站（日语：／ Namikata eki */?）是位在日本愛媛縣今治市、隸屬於四國旅客鐵道（JR四國）的鐵路車站。車站編號為Y42，是未合併前的波方町中心車站，但四周民居不多，因此一直以來只停靠普通列車。

## 車站結構
自開站以來已是簡易車站模式，因此並不設有站舍，站外則設置單車停泊處及洗手間。
開站時只設有側式月台1個，而且月台長度只有不足2輛長度，部份普通列車並不停靠；1990年因應電化及高速化，車站向西移了約100米，同時將月台長度統一至能停靠4輛普通列車，亦增設了第2月台。所以現時站內設有側式月台2個，提供2面2線配置。1號月台為主軌道，是上下行特急列車通過之路軌，2號月台為側線，供避車之用。有效長度為4輛。1號月台上設有開放式候車室，2號月台則為有蓋候車亭，兩邊皆設有候車座位。月台間之連繫以站外的平交道連接。

### 月台配置
| 月台 | 路線    | 方向 | 目的地                     |
| ---- | ------- | ---- | -------------------------- |
| 1、2 | ■予讚線 | 上行 | 今治、伊予西條、高松方向   |
| 1、2 | ■予讚線 | 下行 | 伊予北條、松山、伊予市方向 |

## 歷史
- 1960年3月1日：開業。
- 1987年4月1日：日本國鐵分割民營化，車站經營權由JR四國繼承。
- 1990年11月：因應高速化，車站向西遷移約100米並加設第2月台。

## 相鄰車站
四國旅客鐵道（JR四國）
■予讚線
波止濱（Y41）－波方（Y42）－大西（Y43）

## 外部連結
- JR四國波方站發車時間表 （页面存档备份，存于）